# THE ACTION
『THE ACTION』（ジ・アクション）は、2008年7月23日に発売された日本のオルガン器楽曲バンド、YOUR SONG IS GOODの3枚目のアルバム。発売元はカクバリズム、NAYUTAWAVE RECORDS。

## 解説
前作『HOT!HOT!HOT!HOT!HOT!HOT!』をリリースした後、YOUR SONG IS GOODは、COMEBACK MY DAUGHTERSなど様々なバンドとライブをしていき、観客の反応を受けていく中で、前身のバンド「SCHOOL JACKETS」で活動していた時の勢いが復活。先行シングル「THE ReACTION E.P.」で受けた反応を示したうえで、逆に能動的に反応を与えるという位置づけで、このアルバムのタイトルが作られた。コンセプトとしては、まったくの自由で、今までのYOUR SONG IS GOODの音楽をいい意味で崩して、新たなスタイルを築きあげた作品である。
アルバム発売時のキャッチフレーズは「リアクション（反動）・トゥ・アクション（行動）! 激烈にツンのめるということ!　YSIGの考えるパンクロックが炸&裂&踊&叫!!」

## 収録内容

### CD
1. THE KIDS ARE ALRIGHT
[Music:シライシコウジ]（3:26）[1]
シライシがアークティック・モンキーズの「When The Sun Goes Down」をヒントにして作った曲。ちなみにこの曲は、『THE ReACTION E.P. TOUR』の名古屋でのライブ終了後の打ち上げを終えた後にスタジオに入り出来た曲である。
2. A MAN FROM THE NEW TOWN
[Words&Music:サイトウジュン]（2:48）[1]
2ndシングル「THE ReACTION E.P.」収録曲。
3. MAGIC NUMBER
[Music:シライシコウジ]（2:40）[1]
4. ACTION!!!!!!
[Words&Music:サイトウジュン]（3:34）[1]
当初8ビートのパンク・チューンで制作を始めていたが、今までやってきたグルーヴ感との相違から、さまざまな改良が行われ現在のバージョンになった。
5. MOVE OR DIE
[Music:ヨシザワマサトモ]（2:56）[1]
2ndシングル「THE ReACTION E.P.」収録曲。
6. I WANNA 再!発! RIGHT NOW
[Words&Music:サイトウジュン]（2:47）[1]
2007年秋に行われた『YSIG×CBMD TOUR 2007』中に、OPREATION IVYの『ENERGY』が廃盤ということを知り（現在は再発されている）、ショックを受けたサイトウがその気持ちを曲にしたもの。
7. ENJOY and JOY
[Music:シライシコウジ]（3:21）[1]
8. I LIKE IT LIKE THAT
[Music:ヨシザワマサトモ]（2:14）[1]
CUBISMO GRAFICOの松田"CHABE"岳二の所有するRolandSH-2を用いて作られた。ライブでは、microKORGが用いられている。
9. 1-2-3-4! Calypso!
[Music:サイトウジュン]（3:56）[1]
「トロピカル・パンク・ロックをYSIGが発明したら?」というアイデアで作られた曲。
10. THIS PLANET にて
[Music:サイトウジュン]（3:53）[1]
11. THE CATCHER IN THE MUSIC
[Music:ヨシザワマサトモ]（3:49）[1]
『1-2-3-4! Calypso!』と同じコンセプトで作られた曲。
仮題は「音楽畑でつかまえて」。
12. THE HEY!
[Music:ヨシザワマサトモ]（4:18）[1]
サイトウ曰く「この曲で、『ヘイ!アアア!』と叫ぶだけで楽曲が成立するとわかった」という。

## 特典
TOWER RECORDSで、「ユアソングイズグッドのドゥワ〜イ！辞典 改訂版」が購入先着特典として配布された。